# Fabrice Poullain
Fabrice Poullain (Alençon, 27 agosto 1962) è un ex calciatore francese, di ruolo centrocampista.

## Carriera

### Club
Veste le divise di Nantes, PSG, Monaco e Nizza. Vince due campionati francesi con Nantes (1983) e PSG (1986).

### Nazionale
Debutta l'11 settembre del 1985 contro la Germania Est (2-0).
Totalizza 10 presenze tra il 1985 e il 1988, periodo in cui gioca al PSG.

## Palmarès

### Club

#### Competizioni nazionali
- Ligue 1: 2

Nantes: 1982-1983
PSG: 1985-1986